# 小行星7700
小行星7700（英語：7700 Rote Kapelle）是一颗围绕太阳公转的小行星。1990年10月13日，佛蒙特·伯根、卢茨·D·施耐德在陶腾堡发现了此天体。
这颗小行星的绝对星等为93.02062026896937等。